# Далдорф (Зегеберг)
Далдорф (њем. Daldorf) општина је у њемачкој савезној држави Шлезвиг-Холштајн. Једно је од 95 општинских средишта округа Зегеберг. Према процјени из 2010. у општини је живјело 699 становника. Посједује регионалну шифру (AGS) 1060016.

## Географски и демографски подаци
Далдорф се налази у савезној држави Шлезвиг-Холштајн у округу Зегеберг. Општина се налази на надморској висини од 42 метра. Површина општине износи 15,2 km². У самом мјесту је, према процјени из 2010. године, живјело 699 становника. Просјечна густина становништва износи 46 становника/km².